# Ершова, Вера Александровна
Ве́ра Алекса́ндровна Ершо́ва (25 марта (7 апреля) 1917, Саратов, Российская империя — 7 апреля 2006 года, Самара, Россия) — советская и российская театральная актриса. Народная артистка СССР (1977). Лауреат Государственной премии РСФСР им. К. С. Станиславского (1976).

## Биография
Вера Ершова родилась 25 марта (7 апреля) 1917 года (по другим источникам — 8 апреля) в Саратове. В 16 лет окончила 7 классов, мечтала стать артисткой. Однако для поступления в театральное учебное заведение необходим был трудовой стаж. Вера Александровна освоила профессию «электромонтер связи». Работала по этой специальности около года.
В 1936 году окончила Саратовское театральное училище им. Слонова (ныне Театральный институт Саратовской государственной консерватории имени Собинова) (педагог — И. А. Слонов).
По окончании училища была принята в труппу Курского драматического театра им. А. Пушкина, где почти с первых шагов играла главные роли. В 1941 году перевелась в Саратовский театр обозрения и сатиры, затем в Николаевский театр им. В. Чкалова (ныне — Николаевский художественный русский драматический театр).
В 1943 году переехала в Куйбышев (ныне Самара) и с тех пор играла в Куйбышевском театре драмы им. М. Горького.
В течение 18 лет была депутатом районного, городского и областного Совета народных депутатов.
Умерла Вера Ершова 7 апреля 2006 (по другим источникам — 4 апреля, 5 апреля, 6 апреля) в Самаре. Похоронена на Городском кладбище рядом с могилой своего мужа Н. Н. Кузьмина.

### Семья
- Муж — Николай Николаевич Кузьмин (1915—1986), актёр, заслуженный артист РСФСР (1963).

## Звания и награды
- Заслуженная артистка РСФСР (1956)
- Народная артистка РСФСР (1968)
- Народная артистка СССР (1977)
- Государственная премия РСФСР имени К. С. Станиславского (1976) — за исполнение роли в спектакле «Золотая карета» Л. М. Леонова
- Орден Ленина (1971)
- Орден «За заслуги перед Отечеством» IV степени (19 ноября 1997 года) — за заслуги перед государством, большой вклад в укрепление дружбы и сотрудничества между народами, многолетнюю плодотворную деятельность в области культуры и искусства[10]
- Медали
- Премия «Золотая Маска» в номинации «За честь и достоинство» (1996)
- Почётный гражданин Самары (1976)
- Почётный гражданин Самарской области (2003).

## Роли

### Курский государственный драматический театр имени А. С. Пушкина
- «Ромео и Джульетта» У. Шекспира — Джульетта
- «Бесприданница» А. Н. Островского — Лариса Огудалова
- «Коварство и любовь» Ф. Шиллера — Луиза

### Куйбышевский театр драмы имени Горького
- «Парень из нашего города» К. М. Симонова — Варя
- «Ромео и Джульетта» У. Шекспира — Джульетта
- «С любовью не шутят» К. де ла Барка — донья Беатриса
- «Гарольд и Мод» К. Хиггинса — Мод
- «Яблочная леди» О. Д. Данилова — Анни
- «Мария Стюарт» Ф. Шиллера — Мария Стюарт и Елизавета
- «Ричард III» У. Шекспира — королева Елизавета Вудвилл
- «Гамлет» У. Шекспира — Гертруда и Офелия
- «Чайка» А. П. Чехова — Аркадина
- «Афинские вечера» П. В. Гладилина — Анна Павловна
- «Золотая карета» Л. М. Леонова — Мария Сергеевна Щелканова
- «Материнское поле» по Ч. Т. Айтматову (постановка П. Л. Монастырского, художник И. Я. Мендкович) — Толганай
- «Старомодная комедия» А. Н. Арбузова (режиссёр М. А. Карпушкин) — Лидия Васильевна Жербер
- «Таланты и поклонники» А. Н. Островского — Негина
- «Волки и овцы» А. Н. Островского — Купавина
- «Правда хорошо, а счастье лучше» А. Н. Островского — купчиха Мавра Тарасовна
- «На всякого мудреца довольно простоты» А. Н. Островского — Мамаева
- «Красавец мужчина» А. Н. Островского (1953)
- «Визит старой дамы» Ф. Дюрренматта — Клара Цеханассьян
- «Последние» М. Горького — Софья
- «Проделки Ханумы» А. А. Цагарели — Ханума
- «Елизавета Английская» Ф. Брукнера — Елизавета Английская
- «Мадлен и Моисей» П.-О. Скотто (режиссёр О. А. Рыбкин) — Мадлен
- «Милый лжец» Дж. Килти — миссис Патрик Кэмпбелл
- «Странная миссис Сэвидж» Дж. Патрика — миссис Сэвидж
- «Леди Макбет Мценского уезда» по Н. С. Лескову — леди Макбет
- «Любовь Яровая» К. А. Тренёва — Панова

## Фильмография
- 1970 — Белая земля — эпизод
- 1988 — Прошедшее вернуть — Хелли, она же Клара Скамбричио в старости, потерявшая память

## Память

Мемориальная доска на здании Самарского драматического театра

- По решению творческого коллектива Самарского драматического театра после реконструкции здания театра именем актрисы названа камерная сцена
- На здании Самарского драматического театра, где с 1943 по 2006 годы работала Ершова, установлена мемориальная доска